# Kiesdistricten van Zambales
De kiesdistricten van Zambales (Engels: Legislative Districts of Zambales), zijn de twee administratieve gebieden waarin de Filipijnse provincie Zambales is ingedeeld ten behoeve van de verkiezingen voor het Filipijns Huis van Afgevaardigden. Beide kiesdistricten heeft een eigen vertegenwoordiger in het Huis van Afgevaardigden. Elke drie jaar kunnen de inwoners de districten een nieuwe vertegenwoordiger kiezen. Sinds de nieuwe Filipijnse Grondwet van 1987 kunnen dergelijke afgevaardigden slechts drie termijnen achtereen in het Huis worden gekozen.
In het verleden is de indeling van de kiesdistricten van Zambales diverse malen gewijzigd. Tot 1972 kende Zambales (inclusief de stad Olongapo) slechts een enkel kiesdistrict. Sinds 1987 kent de provincie de huidige indeling in twee districten. Tussen 1972 en 1987 bestond het Filipijnse Huis van Afgevaardigden niet en werd de indeling in kiesdistricten derhalve ook niet gebruikt. De inwoners van Zambales en Olongapo werden in die periode vertegenwoordig in het Batasang Pambansa door vertegenwoordigers van regio III.

## 1e kiesdistrict
- Gebied: Castillejos, Olongapo, San Marcelino en Subic
- Oppervlakte: ? km²
- Bevolking (2007): 376.350

| Periode                 | Afgevaardigde         |
| ----------------------- | --------------------- |
| 8e Congres 1987–1992    | Katherine Gordon      |
| 9e Congres 1992–1995    | Katherine Gordon      |
| 10e Congres 1995–1998   | James Gordon jr.      |
| 11e Congres 1998–2001   | James Gordon jr.      |
| 12e Congres 2001–2004   | James Gordon jr.      |
| 13e Congres 2004–2007   | Milagros H. Magsaysay |
| 14e Congres 2007–2010   | Milagros H. Magsaysay |
| 15th Congress 2010–2013 | Milagros H. Magsaysay |

## 2e kiesdistrict
- Gebied: Botolan, Cabangan, Candelaria, Iba, Masinloc, Palauig, San Antonio, San Felipe, San Narciso, Santa Cruz
- Oppervlakte: ? km²
- Inwoners (2007): 344.005

| Periode               | Afgevaardigde                 |
| --------------------- | ----------------------------- |
| 8e Congres 1987–1992  | Pacita T. Gonzales            |
| 9e Congres 1992–1995  | Antonio M. Diaz               |
| 10e Congres 1995–1998 | Antonio M. Diaz               |
| 11e Congres 1998–2001 | Antonio M. Diaz               |
| 12e Congres 2001–2004 | Ruben D. Torres               |
| 13e Congres 2004–2007 | Antonio M. Diaz               |
| 14e Congres 2007–2010 | Antonio M. Diaz               |
| 15e Congres 2010–2013 | Hermogenes Omar C. Ebdane III |

## Lone District (1907-1972)
- Gebied: Botolan, Iba, Masinloc, Olongapo (geannexeerd door Subic in 1913, nieuwe gemeente in 1959 en stad sinds 1966), San Marcelino, San Narciso, Santa Cruz, Subic, Cabangan (sinds 1907), San Felipe (sinds 1908), San Antonio (sinds 1908), Palauig (sinds 1909), Candelaria (sinds 1909)

| Periode                              | Afgevaardigde           |
| ------------------------------------ | ----------------------- |
| 1e Philippine Legislature 1907–1909  | Alberto Barreto         |
| 2e Philippine Legislature 1909–1912  | Alberto Barreto         |
| 3e Philippine Legislature 1912–1916  | Gabriel Alba            |
| 4e Philippine Legislature 1916–1919  | Guillermo F. Pablo      |
| 5e Philippine Legislature 1919–1922  | Guillermo F. Pablo      |
| 6e Philippine Legislature 1922–1925  | Alejo Labrador          |
| 7e Philippine Legislature 1925–1928  | Alejo Labrador          |
| 8e Philippine Legislature 1928–1931  | Gregorio Anonas         |
| 9e Philippine Legislature 1931–1934  | Gregorio Anonas         |
| 10e Philippine Legislature 1934–1935 | Felipe Estrella         |
| 1e National Assembly 1935–1938       | Potenciano Lesaca       |
| 2e National Assembly 1938–1941       | Valentin Afable         |
| 3e National Assembly 1941–1946       | Valentin Afable         |
| 1e Congres 1946–1949                 | Ramon Magsaysay*        |
| 2e Congres 1949–1953                 | Ramon Magsaysay*        |
| 3rd Congres 1953–1957                | Enrique Corpus          |
| 4th Congres 1957–1961                | Genaro F. Magsaysay     |
| 5th Congres 1961–1965                | Virgilio L. Afable      |
| 6e Congres 1965–1969                 | Ramon B. Magsaysay, Jr. |
| 7e Congres 1969–1972                 | Antonio M. Diaz         |

* Magsaysay werd op 1 september 1950 benoemd tot Minister van Defensie. Daarmee werd zijn zetel in het Huis vacant.